# AutoCAD

AutoCAD (din engleză de la CAD = Computer-aided design sau Computer-aided design and drafting) este un program CAD utilizat în proiectarea planurilor de construcție în două dimensiuni (2D), mai puțin în trei dimensiuni (3D), dezvoltat și comercializat de compania americană Autodesk.
Fișierele specifice sistemului („native”) sunt cele de tip dwg, precum și cele dxf (Drawing eXchange Format), extrem de larg răspândite.
Cu toate că inițial a fost creat pentru a rula și pe platforme ca Unix și Macintosh, s-a renunțat la dezvoltarea acestora în favoarea sistemului de operare Windows.
Una dintre caracteristicile care au făcut faimoasă această aplicație, pe lângă prețul la lansare mai mic decât al altor softuri similare, a fost posibilitatea de ambientare și automatizare a proceselor. Aici sunt incluse AutoLISP, Visual LISP, VBA, .Net, ObjectARX.
AutoCAD - computer aided design (proiectare asistata de calculator)- este cel mai răspândit mediu de grafică și proiectare asistată de calculator, folosit cu succes în domenii precum arhitectură, geografie, medicină, astronomie, tehnică etc.
Prima versiune, denumită MicroCAD, a apărut în anul 1982, ajungând până la versiunea AutoCAD 2014. Compania Autodesk a mai dezvoltat și o multitudine de programe soft AutoCAD particularizate pe anumite domenii: AutoCAD Architecture, AutoCAD Electrical, AutoCAD Mechanical, AutoCAD Overlay, AutoCAD Land Desktop, AutoCAD Map, AutoCAD Civil 3D.

## AutoCAD
- - AutoCAD 1.0 December 1982 (Release 1)
  - AutoCAD 1.2 April 1983 (Release 2)
  - AutoCAD 1.3 august 1983 (Release 3)
  - AutoCAD 1.4 October 1983 (Release 4)
  - AutoCAD 2.0 October 1984 (Release 5)
  - AutoCAD 2.1 May 1985 (Release 6)
  - AutoCAD 2.5 June 1986 (Release 7)
  - AutoCAD 2.6 April 1987 (Release 8)
  - AutoCAD R9 September 1987 codename White Album (Release 9)
  - AutoCAD R10 October 1988 codename Abbey Road (Release 10)
  - AutoCAD R11 October 1990 codename Let it Be (Release 11)
  - AutoCAD R12 June 1992 (Release 12)
  - AutoCAD R13 November 1994 (Release 13)
  - AutoCAD R14 February 1997 codename Sedona and Pinetop for 14.01 (Release 14)
  - AutoCAD 2000 March 1999 codename Tahoe (Release 15)
  - AutoCAD 2000i July 2000 codename Banff (Release 16)
  - AutoCAD 2002 June 2001 codename Kirkland (Release 17)
  - AutoCAD 2004 March 2003 codename Reddeer (Release 18)
  - AutoCAD 2005 March 2004 codename Neo (Release 19)
  - AutoCAD 2006 March 2005 codename Rio (Release 20)
  - AutoCAD 2007 March 2006 codename Postrio (Release 21)
  - AutoCAD 2008 March 2007 codename Spago (Release 22)
  - AutoCAD 2009 March 2008 codename Raptor (Release 23)
  - AutoCAD 2010 March 2009 codename Gator (Release 24)
  - AutoCAD 2011 March 2010 codename Hammer (Release 25)
  - AutoCAD 2012 March 2011 codename Ironman (Release 26)
  - AutoCAD 2013 March 2012 codename Jaws (Release 27)
  - AutoCAD 2014 March 2013 codename Keystone (Release 28)
  - AutoCAD 2015 March 2014 codename Longbow (Release 29)
  - AutoCAD 2016 March 2015 codename  Maestro (Release 30)
  - AutoCAD 2017 March 2016 codename Nautilus (Release 31)
  - AutoCAD 2018 March 2017 codename Omega (Release 32)
  - AutoCAD 2019 April 2018 codename Pi (Release 33)

## AutoCAD for Mac Releases:
- - AutoCAD for Mac June 1992
  - AutoCAD for Mac R13
  - AutoCAD 2011 for Mac October 2010 (SledgeHammer)
  - AutoCAD 2012 for Mac August 2011 (Iron Maiden)
  - AutoCAD LT 2012 for Mac August 2011 (Ferris)
  - AutoCAD LT 2013 for Mac August 2012
  - AutoCAD 2013 for Mac March 2012 (Jaws)
  - AutoCAD LT 2014 for Mac
  - AutoCAD 2014 for Mac  (Sandstone)
  - AutoCAD 2015 for Mac  (Lightsaber)
  - AutoCAD 2016 for Mac  (Mandalore)
  - AutoCAD 2017 for Mac  (Naboo)
  - AutoCAD 2018 for Mac  Nov 2017
  - AutoCAD 2019 for Mac  26. Nov 2018

### AutoCAD LT
AutoCAD LT este o versiune de AutoCAD cu capacități reduse și cost mai mic, primul fiind lansat în noiembrie 1993. AutoCAD LT, la pretul de 495 dolari, a devenit primul produs cu numele de "AutoCAD" din istoria companiei cu preț sub 1000 dolari. In prezent pretul este de aproximativ 2000 lei pentru versiunea AutoCAD.

## Formate de fișiere
dxf - Specificațiile DXF Arhivat în 6 decembrie 2012, la Archive.is, Referințe DXF
dwg
iges
DWG File
The native file format for AutoCAD data files is .dwg. It contains all the pieces of information a user enters, such as:
- Designs
- Geometric data
- Maps
- Photos

The .dwg file format is one of the most commonly used design data formats, found in nearly every design environment. It signifies compatibility with AutoCAD technology. Autodesk created .dwg in 1982 with the launch of its first version of AutoCAD software.
DWG File History
The first six bytes of a DWG file identify its version. In a DXF file, the AutoCAD version number is specified in the header section. The DXF system variable is $ACADVER. 
AC1032 AutoCAD 2018/2019
AC1027 AutoCAD 2013/2014/2015/2016/2017
AC1024 AutoCAD 2010/2011/2012 
AC1021 AutoCAD 2007/2008/2009 
AC1018 AutoCAD 2004/2005/2006 
AC1015 AutoCAD 2000/2000i/2002 
AC1014 Release 14 
AC1012 Release 13 
AC1009 Release 11/12 
AC1006 Release 10 
AC1004 Release 9 
AC1003 Version 2.60 
AC1002 Version 2.50 
AC1001 Version 2.22 
AC2.22 Version 2.22 
AC2.21 Version 2.21 
AC2.10 Version 2.10 
AC1.50 Version 2.05 
AC1.40 Version 1.40 
AC1.2 Version 1.2 
MC0.0 Version 1.0

## Tutoriale video in romana pentru incepatori
Canal youtube cu tutoriale autocad
1. ↑   https://www.autodesk.com/blogs/autocad/autocad-2025/ Lipsește sau este vid: |title= (ajutor)